# Вторгнення США в Гренаду
Вторгнення США в Грена́ду (англ. United States invasion of Grenada) (1983) — військова операція під кодовою назвою «Раптова лють» (англ. Operation Urgent Fury), проведена Збройними силами США з метою вторгнення на територію острова Гренада та повалення лівого уряду, який захопив владу шляхом путчу.
Гренада отримала незалежність від Сполученого Королівства у 1974 році. У 1979 році стався державний переворот, внаслідок якого влада перейшла до лівого руху JEWEL на чолі з Морісом Бішопом. У 1983 році відбувся ще один переворот, Бішопа та кількох представників уряду захопили і згодом стратили. Після цього у відповідь на звернення Організації Східнокарибських держав та генерал-губернатора Пола Скуна адміністрація президента Рональда Рейгана ухвалила рішення про початок військового вторгнення. З точки зору США, основною метою операції було захистити 600 американських студентів та недопустити повторення тегеранської кризи.
Вторгнення почалось через шість днів після смерті Бішопа, вранці 25 жовтня 1983 року. Об'єднані сили армії США та ряду інших карибських держав (всього близько 7600 вояків) швидко подолали спротив гренадців. Військовий уряд Остіна Гадсона усунуто, влада тимчасово (до проведення виборів у 1984 року) перейшла до генерал-губернатора Пола Скуна.
2 листопада 1983 року ООН прийняла резолюцію, у якій події у Гренаді були названі «грубим порушенням норм міжнародного права». З іншого боку, дії уряду отримали значну підтримку всередині США.
У Гренаді день вторгнення відзначають як національне свято День подяки.
У ході вторгнення проявились численні проблеми в комунікації та координації дій між різними американськими військовими підрозділами. Після розслідування було проведено ряд військових реформ, зокрема згідно з прийнятим актом Голдвотера — Ніколса.

## Передісторія
Сер Ерік Гейрі очолив Гренаду після здобуття незалежності в 1974 році. Країна залишалась у складі Британської співдружності; існував пост генерал-губернатора Гренади, який мав певні повноваження та призначався британським монархом. На час описаних у статті подій цю посаду займав Пол Скун.
У 1976 році лейбористська партія Гейрі отримала перемогу на виборах, однак опозиція не визнала їхніх результатів. На вулицях відбувались численні сутички між приватною армією Гейрі (відомою як англ. Mongoose Gang) та представниками опозиційного руху (NJM). Назва останнього походить[уточнити] від аббревіатури JEWEL (англ. Joint Endeavour for Welfare, Education, and Liberation) — однієї з партій, які входили до об'єднання опозиційних сил Гренади. 13 березня 1979 року, в той час, коли Гейрі був за межами країни, NJM організував державний переворот. До влади прийшов революційний уряд на чолі з Морісом Бішопом.

### Аеропорт

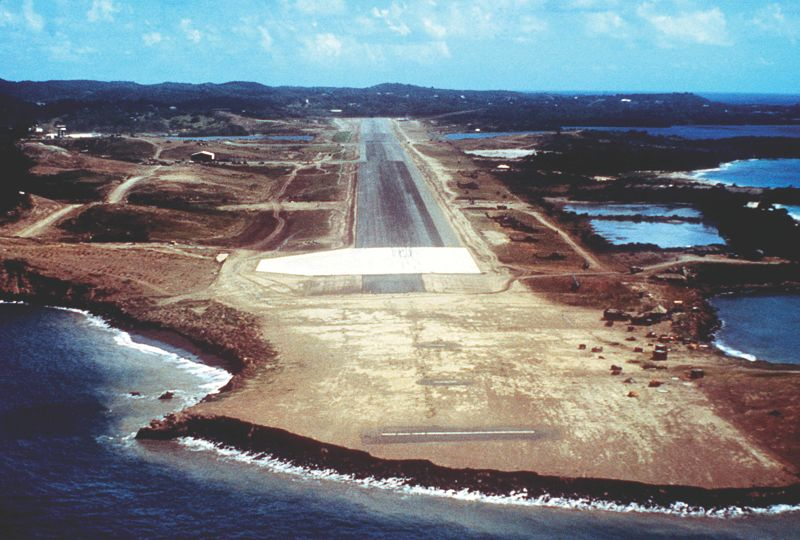
Аеропорт Point Salines

Уряд Моріса Бішопа ініціював побудову міжнародного аеропорту у Пойнт-Салінас (англ. Point Salines) за міжнародної допомоги Британії, Куби, Лівії, Алжиру та інших країн. Плани побудови аеропорту виникли ще у 1954 році, коли Гренада була британською колонією; проєкт був виконаний канадською фірмою, будівництво розпочалось за участі британських компаній.
У березні 1983 року уряд США звинувачував гренадців у тому, що радянські та кубинські військові будують у Пойнт-Салінас злітну смугу завдовжки 2,7 км. Це означало, що на аеродромі зможуть сідати радянські важкі транспортні літаки (Ан-124 та Ан-22), щоб постачати зброю партизанським формуванням у Центральній Америці, розширюючи зону радянського впливу. Також відзначалась надмірна кількість складів з паливом, більш характерна для військової бази, ніж для аеропорту цивільної авіації. Виникало побоювання, що там будуть базуватись кубинські винищувачі-бомбардувальники МіГ-23.
Моріс Бішоп відповідав, що новий аеропорт потрібен для того, щоб приймати комерційні авіарейси з туристами. На півночі острова існував інший аеропорт, Перл (англ. Pearl's Airfield), однак його злітна смуга була закороткою для реактивних літаків.

### Жовтень 1983 року
16 жовтня 1983 року радикальні члени NJM на чолі з Бернардом Коардом здійснили черговий переворот та помістили Моріса Бішопа під домашній арешт. Почались масові протести, Бішопу вдалось звільнитись і він знову заявив про себе як про голову уряду.
19 жовтня Бішопа знову захопили та розстріляли разом з його вагітною подружкою, кількома членами уряду та лідерами профспілок. Тіла розстріляних досі не вдалось знайти: можливо, вони були спалені на одній з військових баз.
Влада перейшла до військового уряду на чолі з Остіном Гадсоном. На чотири дні було оголошено цілодобову комендантську годину, перебування на вулиці у цей час каралось розстрілом. Генерал-губернатора Гренади Пола Скуна помістили під домашній арешт.
Організація Східнокарибських держав, уряди Барбадосу та Ямайки звернулись до США по допомогу. Генерал-губернатор Пол Скун, маючи відповідні повноваження, також через секретні дипломатичні канали запросив американських військових до Гренади. Про таке рішення Пола Скуна було оголошено пізніше, а на той час про це не повідомляли задля його безпеки.

## Вторгнення

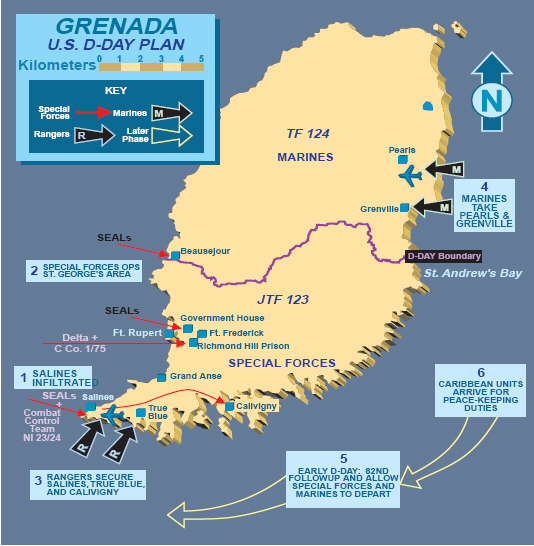
Операція «Необхідна лютість» (Operation Urgent Fury)

25 жовтня о 5:00 почалась операція «Раптова лють» (англ. Urgent Fury). У ній брали участь 7000 американських вояків та 300 солдатів з інших карибських країн. Для США це стало першою військовою операцією з часів війни у В'єтнамі.
Атакуючим протистояли 1500 гренадських солдатів (за іншими даними 700) та певна кількість кубинців. У Гренади не було танків, лише вісім БТР-60 та дві БРДМ-2. Також вони мали 12 зенітних установок ЗУ-23, 82-мм міномети, великокаліберні кулемети та гранатомети.
Точна роль громадян Куби в конфлікті залишається невизначеною. За деякими даними, у Гренаді на час вторгнення перебували 784 кубинці, з них лише 64 були військовими. Ще 636 були будівельниками, а решта мали інші цивільні спеціальності. ЦРУ вважало, що в разі необхідності будівельники будуть залучені до оборони. Один з кубинських офіцерів, присутніх у Гренаді, пізніше зізнавався, що роздавав зброю усім робітникам на будівництві для самозахисту. За даними радіоперехоплень, вони отримали наказ «триматись до останнього», однак більшість здались у полон. Пізніше полонені повернулись до Куби, де їх вітали як героїв.

### Спеціальні операції
Ще до початку основної операції морські котики з 6-ї команди SEAL мали виконати кілька спеціальних завдань.
Одна з команд провела розвідку пляжів на півночі острова біля аеропорту Перл та виявила, що вони не підходять для десантування.
Інша команда повинна була врятувати генерал-губернатора Гренади, який був під домашнім арештом. Виконавши висадку з гелікоптера, морські котики забули вивантажити обладнання для супутникового зв'язку. Пізніше їм довелось використати звичайну телефонну лінію, щоб викликати вогневу підтримку. Бійці тримали оборону будинку, доки наступного дня їх не вивела з оточення група морської піхоти.
Ще одна команда мала захопити радіовежу на острові. Досягнувши вежі, вони опинились в оточенні гренадських та кубинських військ і не змогли зв'язатись з командуванням. Було прийнято рішення зруйнувати вежу, після чого морські котики пробились назад до берега та відплили подалі у відкрите море. Згодом їх помітили з розвідувального літака та забрали на есмінець USS Caron.
Потрібно було здійснити розвідку аеропорту Пойнт-Салінас, бійцям довелось висаджуватись на гумових човнах уночі серед шторму. Через несприятливі погодні умови четверо морських котиків загинули, їхні тіла так і не були знайдені. Згодом мотори човнів заглохли і місію загалом довелось скасувати. Розвідданих для висадки отримати не вдалось.

### Перший день

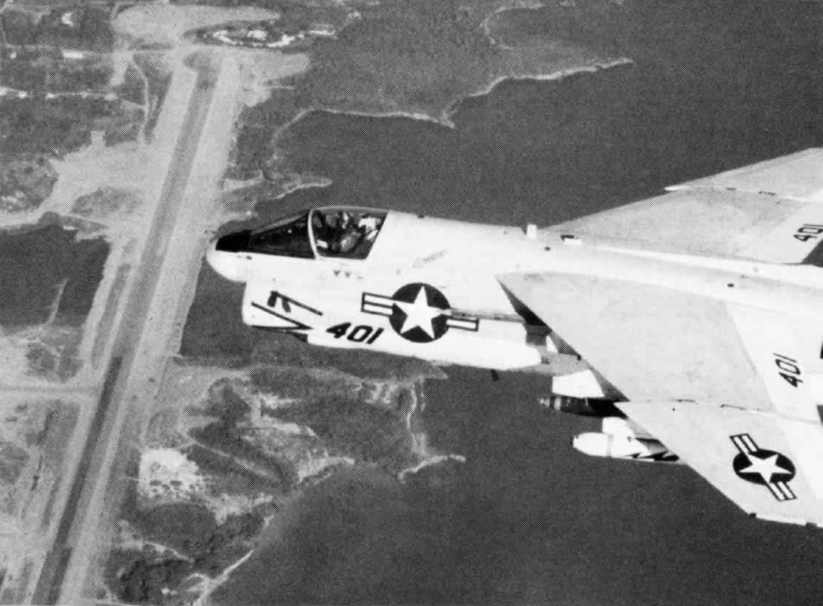
Штурмовик A-7 Corsair над аеропортом Port Salines

350 бійці зі 75-го полку рейнджерів за підтримки AC-130 висадились на парашутах на аеродром Пойнт-Салінас о 5:34. О 10:00 аеропорт було захоплено, а о 14:05 приземлився перший літак з бійцями 82-ї дивізії, які мали продовжити наступ. О 15:30 гренадські війська намагались контратакувати, однак були відбиті.
Поряд з аеродромом знаходився один з корпусів місцевого університету (так званий англ. True Blue Campus). Рейнджери захопили його, звільнили 138 студентів і, несподівано для командування, дізнались, що решта студентів знаходяться в іншому місці, у центральній частині острова. Під час розвідки четверо рейнджерів потрапили у засідку і загинули.
Близько 5:30 бійці Корпусу морської піхоти США на вертольотах CH-46 та CH-53 висадилися в аеропорту Перл на півночі острова. Спротиву майже не було.
Підрозділи «Дельта» за підтримки рейнджерів роти C 75-го полку мали звільнити політв'язнів із в'язниці «Річмонд-Гілл». Поряд з нею знаходився Форт-Фредерік (англ. Fort Frederick) — висока міцна фортеця XVIII століття. Планувалась висадка на вертольотах UH-60 та MH-6, однак через сильний спротив її було скасовано. Один з UH-60 було збито.
Близько 7:00 підрозділи морської піхоти з плавучими бронетранспортерами AAV-P7 та чотирма танками M60 висадились у затоці Grand Mal.
У ході операцій авіапідтримку здійснювали штурмовики A-7 Corsair та ударні вертольоти AH-1 Cobra. Намагаючись знищити зенітні установки у Форт-Фредеріку, один з A-7 завдав удару по лікарні для душевнохворих, в результаті чого загинули 18 цивільних осіб. Біля того ж Форт-Фредеріку були збиті два вертольоти AH-1.

### Другий день

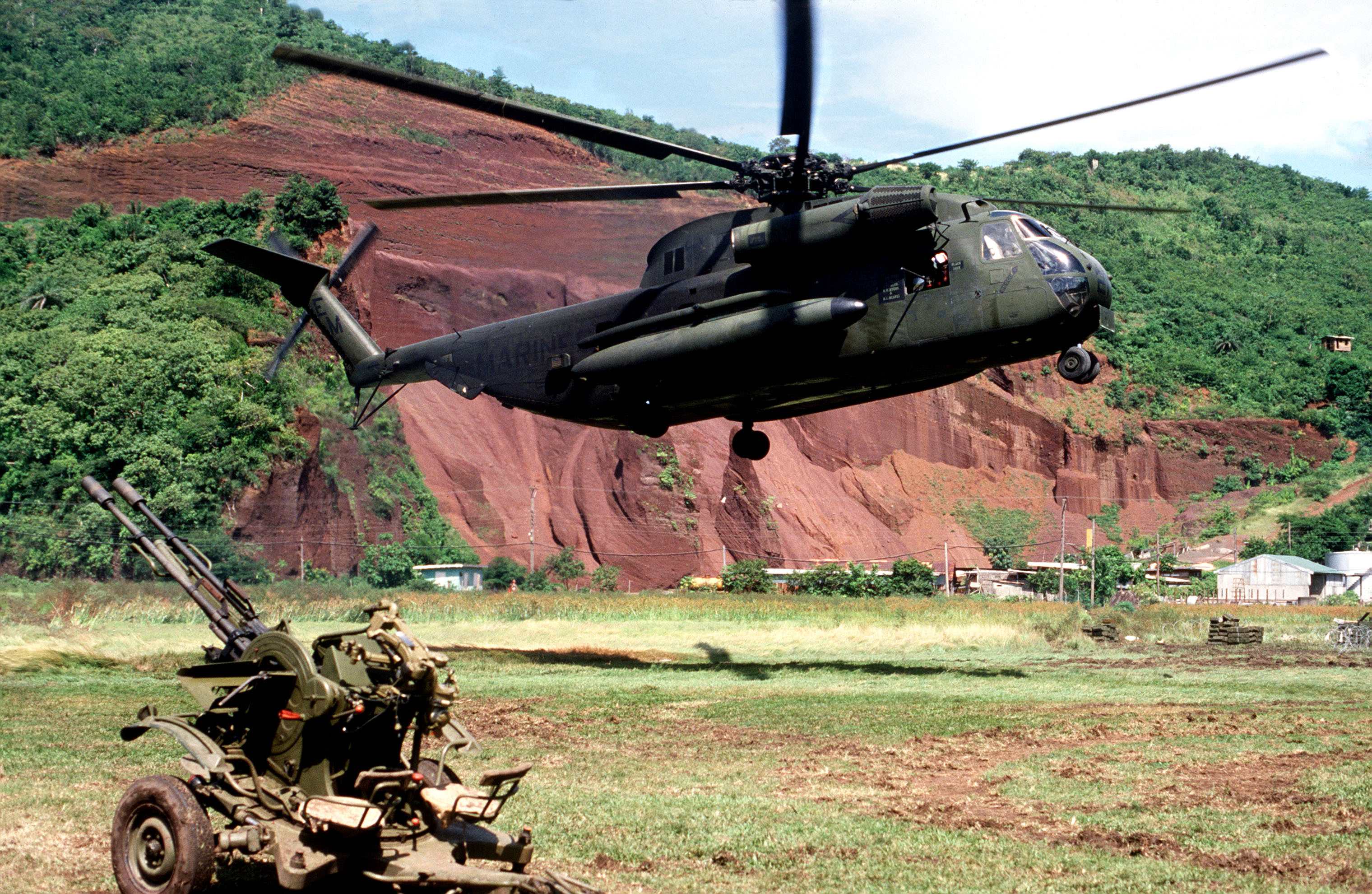
Вертоліт корпусу морської піхоти США CH-53D «Морський лев» над зенітною установкою радянського виробництва ЗУ-23

Вранці 26 жовтня бійці 82-ї дивізії зіткнулись з кубинськими силами поблизу селища Каллісте (англ. Calliste). Після того, як американці застосували авіаудари та артилерію, спротив було подолано. Згодом біля селища Фреквенте (англ. Frequente) американські військові захопили склад зброї.
Також вранці група морських піхотинців звільнила з оточення генерал-губернатора Пола Скуна та морських котиків, які обороняли його будинок.
У другій половині дня морська піхота та рейнджери штурмували другий кампус університету у селищі Анс (англ. Anse). Суттєвого спротиву там не було, однак один вертоліт CH-53 розбився, зачепившись гвинтом за пальми. Військові евакуювали 233 американських студентів, але виявилось, що існує ще одна група у третьому кампусі університету у Пріклі-Бей (англ. Prickly Bay).

### Наступні дні

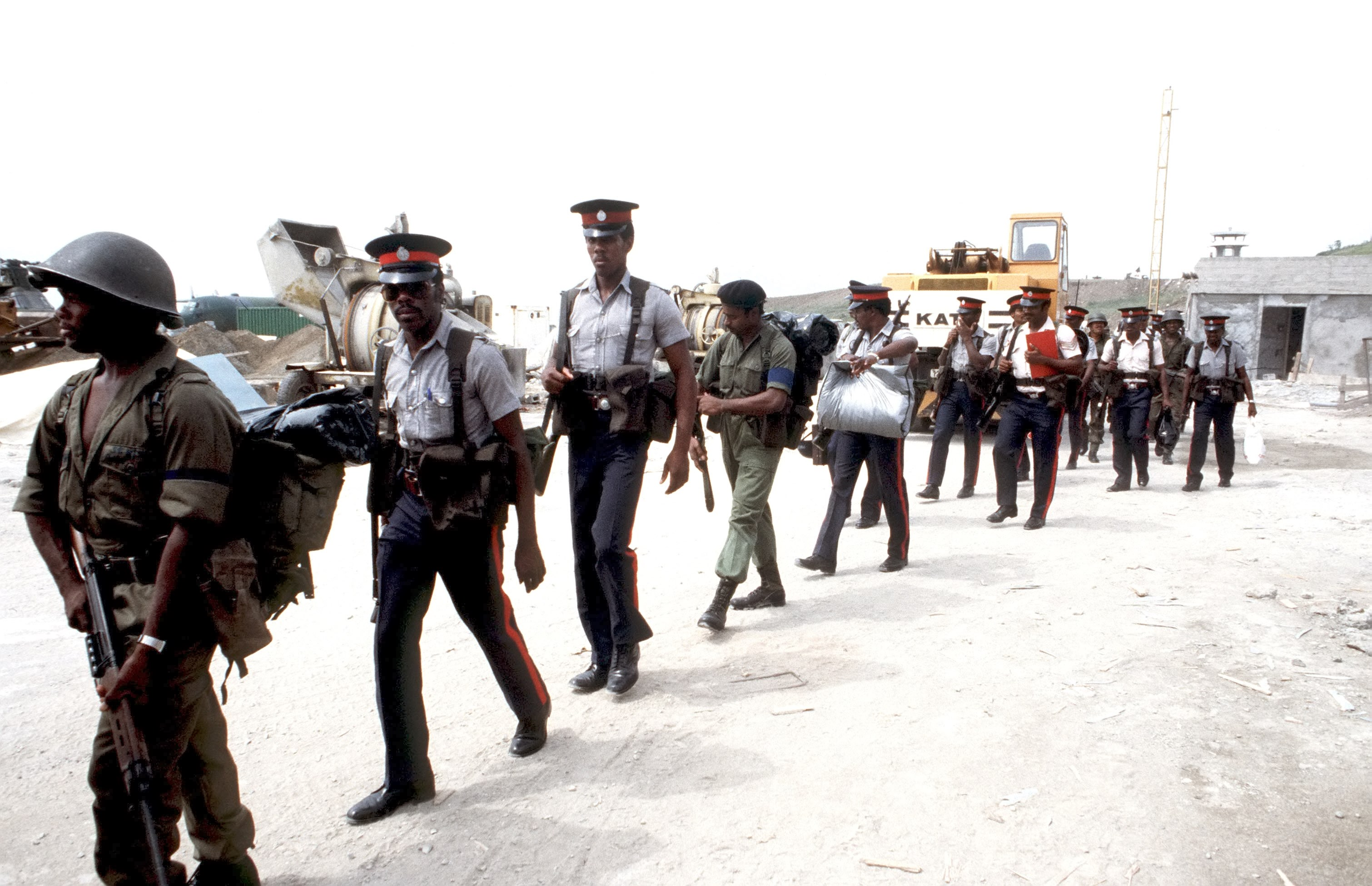
Підрозділи Східнокарибських сил оборони прибувають на острів Гренада

Після 27 жовтня спротив фактично припинився, однак американські військові все ще досить обережно перебирали контроль над населеними пунктами острова. Була виявлена ще одна група студентів (близько 20 осіб), яких не вдалось евакуювати у попередні дні.
27 жовтня один з американських підрозділів потрапив під снайперський вогонь. Вони викликали авіапідтримку, однак штурмовики A-7 помилково завдали удару по своїх же силах, в результаті чого 17 вояків було поранено.
Ввечері того ж дня з'явилась інформація, що гренадські солдати збираються у казармах біля Калівігні (англ. Calivigny), на відстані п'ятьох кілометрів від Пойнт-Салінас. Місцевість штурмували рейнджери на вертольотах; один з них розбився при посадці, ще два були пошкоджені. Розвідувальна інформація виявилась хибною, ніякого спротиву не було.
1 листопада морські піхотинці висадились на острові Каріока на північ від Гренади. Місцевий гарнізон з 19 солдатів здався без бою. Ця операція стала останньою у ході кампанії.

### Підсумок
У ході операції «Urgent Fury» загинули 19 американських військових і ще 116 було поранено. Було евакуйовано 600 американських студентів та 80 громадян інших країн.
Кубинські сили, задіяні для оборони острова, втратили 25 убитими та 59 пораненими. Ще 638 осіб взяли у полон.
Серед гренадських військових 45 було вбито і 358 поранено. Також було вбито не менш ніж 24 цивільні особи.

## Реакція
27 жовтня радянське інформаційне агентство ТАРС поширило заяву, у якій говорилось, що «СРСР рішуче засуджує агресію Сполучених Штатів проти Гренади й вважає її злочином проти світу та людяності».
2 листопада ООН прийняла резолюцію, у якій події у Гренаді називались «грубим порушенням норм міжнародного права».
Прем'єр-міністр Великої Британії Маргарет Тетчер у приватному листі до Рональда Рейгана засудила «втручання західної держави у внутрішні справи маленької незалежної нації, яким би поганим не здавався її уряд».

## Подальші події

### Становлення нового уряду
Уряди США та інших карибських держав визнали генерал-губернатора Пола Скуна єдиним легітимним представником влади на острові. За його сприяння Ніколаса Бретвейта, члена Національного демократичного конгресу, було призначено на пост голови Тимчасової консультативної ради, завданням якої було відновлення уряду Гренади. У грудні 1984 року пройшли вибори, на яких перемогла Національна партія Гренади, прем'єром став Герберт Блейз.

### Оцінка проблем
Операція «Urgent Fury» проявила ряд проблем у взаємодії між родами військ США:
- армійські радіостанції виявились несумісними з радіостанціями на кораблях флоту;
- флотські чиновники відмовлялись заправляти армійські гелікоптери, які приземлялись на кораблях;
- офіцери морської піхоти заперечували проти надання своїх гелікоптерів для транспортування рейнджерів тощо.

Після оцінки результатів операції було проведено реформу Закон Голдвотера — Ніколса.

### Пам'ять

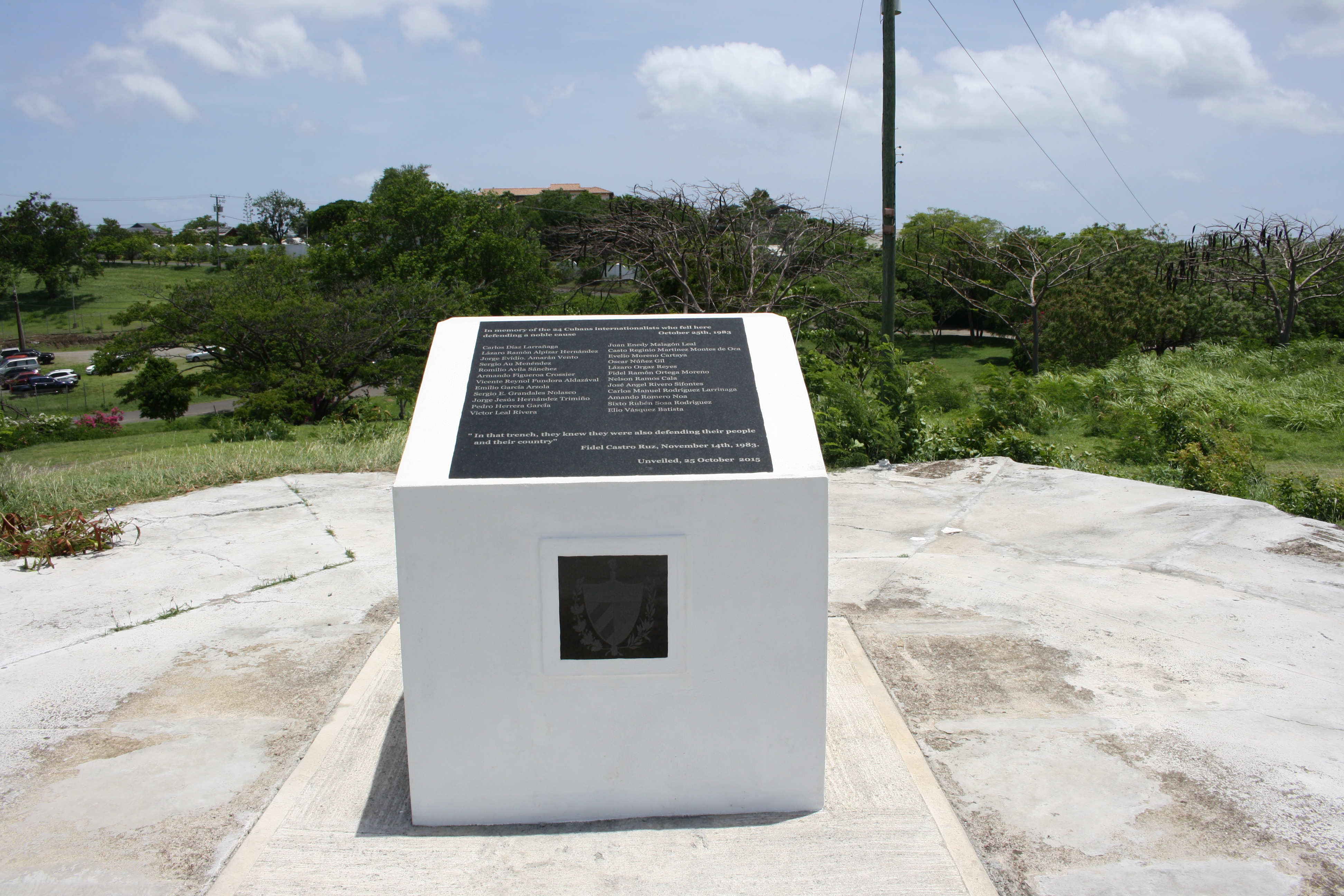
Меморіал на честь кубинських захисників острова

У кампусі університету Святого Георга (англ. St. George's University) збудували монумент на честь американських військових, які загинули в ході операції.
29 травня 2009 року аеропорт у Пойнт-Салінас було перейменовано на честь Моріса Бішопа з нагоди 65-ї річниці його народження.
У 2013 році відбулось встановлення монументу пам'яті гренадським військовим, які загинули під час вторгнення.
У 2015 році за сприяння посольства Куби було встановлено меморіал на честь кубинських «інтернаціоналістів», які померли, захищаючи Гренаду.
День вторгнення відзначають як національне свято День подяки.